# Danuta Gerke
Danuta Wanda Gerke (10. dubna 1909, Słupca – 17. března 1997, Děhylov) byla polská evangelická diakonka.
Do diakonátu vstoupila v roce 1930. Dne 15. června 1945 byla zvolena do úřadu sestry (matky) představené evangelického ženského diakonátu Eben-Ezer v Děhylově na Těšínsku. Svůj úřad zastávala do roku 1981.